# Vincent Claireaux
Pour les articles homonymes, voir Claireaux.
Pas d'image ? Cliquez ici

a Compétitions nationales et continentales officielles uniquement.

Vincent Claireaux, né le 29 juin 1983, est un joueur de rugby à XV français qui évolue au poste de pilier au sein de l'effectif de l'US Tyrosse. (1,86 m pour 113 kg).
Il a joué pendant 10 ans au football puis pendant 6 ans à la pelote basque et 4 ans de volley-ball. Il n'a ainsi commencé le rugby qu'à 18 ans grâce à son meilleur ami Paul Dabrin, qui prit contact avec lui lorsque l’équipe Reichel de Dax s’est retrouvée sans pilier à cause de blessures. Il dispose d'un diplôme d’infirmier.

## Carrière
- 2005-2007 :  US Dax
- 2007-2008 :  US Orthez
- 2008-2018 :  US Tyrosse

## Palmarès
- Vainqueur des phases finales de Pro D2 en 2006-2007 avec l'US Dax.